# يونغستون (نيويورك)
يونغستون، نيويورك (بالإنجليزية: Youngstown, New york)‏ هي قرية تقع ضمن الحدود الشمالية الغربية لولاية نيويورك الأمريكية، عند مصب نهر نياجارا في بحيرة أونتاريو. كانت مستوطنة للهنود الحمر لمئات السنين، بيدَ أنها لم تُعرف كمنطقة حضرية إلا عندما قام المستكشف الفرنسي لا سال (بالفرنسية: La Salle)‏ في عام 1670 ببناء حصن نياجارا (بالفرنسية: Fort Niagara)‏ والذي يبعد ميلاً واحداً شمال الموقع الحالي للقرية.

## تأريخياً
في عام 1759 تَمَّ إرسال قوات من الجيش البريطاني بقيادة الجنرال تايدوكس (بالإنجليزية: Ptideux)‏ لمحاصرة الحصن وإخضاعه. قُتِلَ الجنرال تايدوكس في المعركة وتولى القيادة من بعده السير وليام جونسون (بالإنجليزية: Sir William Johnson)‏، وبعدَ وُقوع قوات الإغاثة من الفرنسيين والهنود الحمر في كمين نصبته القوات البريطانية في لا بيل فاميل (بالفرنسية: La Belle Famille)‏ استسلمَ الحصن، وكانَ ذلك بداية نهاية النفوذ الفرنسي في العالم الجديد. بعدَ ذلك في عام 1763 تعرضت قبائل الهنود إلى هزائم متكررة على أيدي القوات البريطانية، مما أضطرَّ زعماء القبائل إلى التخلي عن مطالبتهم بأحقية الأراضي الواقعة بين بحيرة إري وبحيرة أونتاريو على جانبي نهر نياجارا، والتي من ضمنها قرية يونغستون.
بعدَ خضوع القرية للقوات البريطانية بشكل كامل، قامَ أحد الأثرياء ويُدعى جون يونغ (بالإنجليزية: John Young)‏ والذي كان يدرك أهمية القرية كموقع إستراتيجي، بشراءها وبناء منازل لأستراحة التجار القادمين من أوروبا.
في عام 1813، خلال حرب 1812 التي نشبت بين قوات الولايات المتحدة الأمريكية والقوات البريطانية، استولت قوات الولايات المتحدة على القرية وما يحيط بها من أراضي، والتي تقع الآن ضمن حدود الولايات المتحدة الأمريكية، ونتيجة لكون القرية مسرحاً للمعارك بين القوات المتحاربة تعرضت إلى الحرق والتدمير.
بعدَ انتهاء الحرب قامت الحكومة الأمريكية بإعادة بناء القرية وما حولها، وبحلول عام 1840 باتت القرية من أهم مراكز زراعة الفواكه في الولايات المتحدة، وبالأخص التفاح، أدى انجذاب المزارعين للقرية إلى انتعاشها حيث بنيت فيها المنازل والمدارس ومصانع لتعبئة الفواكة والعصائر.